# Kolt Kirke
Kolt Kirke er en kirke i forstaden Kolt, ca. ni kilometer sydvest for Aarhus C.
Kirkens kor og skib er opført i romansk stil og ved en restaurering i 1956 blev der i korgulvet fundet 28 mønter, hvor den ældste stammede fra Valdemar Sejrs tid. I senmiddealderen blev der føjet et våbenhus i to etager og et tårn til. Tårnet blev i 1732 kraftigt ombygget.
Byggeriet af en sognegård blev indledt 20. august 2004, og 12. juni 2005 blev sognegården indviet.

## Eksterne kilder og henvisninger
- Wikimedia Commons har flere filer relateret til Kolt Kirke
- Kolt Kirke Arkiveret 31. januar 2011 hos  Wayback Machine hos nordenskirker.dk
- Kolt Kirke hos KortTilKirken.dk
- Kolt Kirke hos danmarkskirker.natmus.dk (Danmarks Kirker, Nationalmuseet)